# Joe Laws (cầu thủ bóng đá)
Joseph Minto Laws (6 tháng 7 năm 1897 - 29 tháng 8 năm 1952) là một cầu thủ bóng đá chuyên nghiệp người Anh thi đấu ở vị trí tiền vệ cánh.